# Francisco Arce
Francisco Javier Arce Rolón (Paraguarí, 2 de abril de 1971), más conocido como Chiqui Arce, es un exfutbolista y actual entrenador paraguayo. Actualmente sin club. Se desempeñaba en la posición de lateral derecho y destacó en el fútbol brasileño con Grêmio y Palmeiras, clubes con el que conquistó la Copa Libertadores 1995 y 1999, respectivamente, entre otros títulos internacionales, nacionales y regionales.  Fue elegido en siete ocasiones para el Equipo Ideal de América, siendo así el que más veces ha sido nominado en la historia. Es un histórico de la selección paraguaya, de la que además fue director técnico en dos ocasiones.

## Trayectoria

### Como jugador

#### Inicios
Se inició en el Club 15 de Mayo de su ciudad natal para luego jugar durante los primeros años de su carrera en Cerro Porteño de su país de origen donde ganó cuatro títulos locales: las Ligas de 1990, 1992 y 1994,  y el Torneo República de 1991. Siempre ha manifestando que es hincha fanático del club azulgrana.

#### Grêmio
Tuvo una experiencia positiva en Brasil jugando para el Grêmio con el que ganó 2 campeonatos gaúchos, en 1995 y 1996, la Copa Libertadores en 1995, la Recopa Sudamericana en 1996, el Brasileirão en 1996 y la Copa de Brasil en 1997.

#### S. E. Palmeiras
Año después, se unió al Palmeiras, otro de los clubes más importantes del mencionado país, con el que ganó otra Copa de Brasil, la Copa Mercosur en 1998 y nuevamente la Copa Libertadores en 1999.

#### Copa Libertadores
Arce disputó nueve Copas Libertadores de América, llegando a tres finales (dos de ellas ganadas). Asimismo, jugó ocho campeonatos brasileños.
Formó parte del Equipo Ideal de América en siete ocasiones, desde 1996 hasta el 2002, siendo el jugador con más nominaciones (7) hasta la fecha, siguiéndolo en el segundo lugar del podio su excompañero de selección José Luis Chilavert con 6 nominaciones.

#### Últimos años
En 2003, Arce fue transferido al Gamba Osaka de Japón, equipo con el que disputó una temporada. En 2004, regresó a su país natal para unirse al Club Libertad, donde, tras dos temporadas con el gumarelo, fue transferido al 12 de Octubre FC en 2006. Pocos meses después de unirse al 12 de Octubre, Arce anunció su retiro el 20 de mayo. Esta decisión se debió a múltiples intervenciones quirúrgicas en su rodilla derecha, afectada por condritis (lesión localizada en el cóndilo femoral de la rodilla derecha), realizadas en Brasil.

#### Estilo de juego
La principal característica de juego de Arce era la precisión para ejecutar centros y tiros libres con la pierna derecha, tal era su habilidad que incluso surgió un dato de que fue Chiqui quien le había enseñado a Ronaldinho a patear las pelotas paradas, pero luego él mismo salió a desmentir diciendo: 

“Ronaldinho no practicó conmigo a patear tiros libres, esa es una leyenda urbana. Cuando nosotros entrenábamos en el antiguo estadio de Gremio, él (Ronaldinho) solía observar y creo que hizo algo que yo había hecho con Juan Manuel Battaglia. Creo que miraba y sacó cómo me paraba, algo que yo copié de Battaglia. O sea, todo comenzó en Battaglia”
Chiqui Arce, en una entrevista.

Asimismo, destacaba por su velocidad para jugar por las bandas. Fue en su momento considerado como uno de los mejores laterales derechos del continente americano.

### Como entrenador

#### Inicios en la Reserva y División Intermedia
Mientras estudiaba para ser entrenador, se hizo cargo de la reserva del Club Libertad durante las temporadas 2006 y 2007. Luego de terminar sus estudios con el objetivo de ser director técnico, debutó  en el Club Rubio Ñu de la División Intermedia de Paraguay en 2008, con el que en su primer año como entrenador, logró ganar el campeonato de la División Intermedia 2008, llevando al equipo ñuense a la Primera División de Paraguay.

#### Primera División
En 2009, ya en la Primera División de Paraguay, guía a su equipo, que logra hacer los puntos necesarios como para mantenerse en la división de honor, incluso obteniendo un sorprendente 4.º puesto en el Torneo Clausura, y jugando un fútbol bastante ordenado, aunque no llegan a clasificar para disputar alguna copa internacional. En ese año también, su equipo juega 44 encuentros, ganando 19, empatando 8 y perdiendo 17, haciendo 63 puntos, y acumulando un promedio de 1,431 que lo mantenía en primera división. También en ese año, Arce es galardonado como: Mejor Director Técnico del Año, por los Premios Guaraní.
En 2010, quedan en el 5.º puesto del Torneo Apertura y en el 6.º puesto del Torneo Clausura, no logrando otra vez clasificar a ninguna copa internacional, jugando en todo el año 44 partidos y sumando 66 puntos.
Para el año 2011, guía a su equipo ya solamente en el Torneo Apertura quedando quintos y acumulando 31 puntos, ya que luego, sería llamado para ser el entrenador de la selección paraguaya de fútbol.

#### La vuelta a Rubio Ñu
Luego de su breve paso como director técnico de la selección de fútbol de Paraguay, Arce regresó a Rubio Ñu en agosto de 2012 para dirigir al equipo en el Torneo Clausura. En este torneo, Rubio Ñu tuvo un desempeño modesto, finalizando en la 11.ª posición y acumulando 18 puntos en 22 partidos.
Arce dirigió a Rubio Ñu durante las primeras cuatro fechas del Torneo Apertura, con su último partido al mando del equipo terminando en un empate 1-1 contra el Club Olimpia. Posteriormente, fue contratado por Cerro Porteño.

#### Cerro Porteño
Debuta como director técnico de Cerro Porteño contra el club Independiente Santa Fe por Copa Libertadores el 7 de marzo de 2013, perdiendo por 2-1. En la revancha de ese partido, el 2 de abril, vuelven a caer por 1-0. En lo que queda de la copa, pierden contra Real Garcilaso, y empatan contra Deportes Tolima, no logrando la clasificación a la siguiente fase. 
En lo que a la liga paraguaya se refiere, en el Torneo Apertura quedan en 3.er lugar, dirigiendo el Chiqui, un total de 18 partidos, ganando 10, empatando 3 y perdiendo 5.
Su consagración con el ciclón llegó en el semestre siguiente, si bien su equipo fue eliminado en primera ronda de la copa sudamericana, tuvo un excelente rendimiento en el Torneo Clausura, consagrándose campeón del torneo 2 fechas antes, y culminándolo como invicto, después de 100 años.
Fue eliminado en octavos de final de la Copa Libertadores ante el Cruzeiro y terminó el torneo doméstico en cuarto lugar. Dejó la entidad azulgrana el 24 de agosto de 2014 después de la caída de su equipo 4 a 1 ante Guaraní por la quinta fecha del torneo Clausura.

#### Olimpia
El 15 de marzo de 2015, Arce fue confirmado como nuevo entrenador del Club Olimpia, a pesar de ser reconocido como un gran fanático de Cerro Porteño. Esta decisión generó cierta oposición entre un sector de los aficionados del Ciclón.
El 9 de diciembre de 2015, Olimpia, bajo la dirección de Arce, se consagró campeón del Torneo Clausura, poniendo fin a una sequía de cuatro años sin títulos al vencer a su clásico rival Cerro Porteño en un partido de desempate.
El 12 de febrero de 2016, Arce presentó su renuncia como entrenador de Olimpia tras una serie de malos resultados.

#### Guaraní
El 23 de febrero de 2016, fue anunciado como nuevo director técnico del Club Guaraní de la Primera División de Paraguay. En el Torneo Apertura, el equipo tuvo un inicio desfavorable, ocupando los últimos puestos de la tabla. No obstante, Arce logró mejorar significativamente el rendimiento del equipo, elevándolo hasta alcanzar la 4.ª posición al final del torneo. En el Torneo Clausura, Guaraní se posicionó en el primer lugar hasta la 4.ª fecha, tras la cual Arce presentó su dimisión para asumir el mando de la selección paraguaya por segunda vez.

#### Retorno a Cerro Porteño
El 19 de diciembre de 2019, fue anunciado su retorno como entrenador del ciclón. Luego de un mal inicio, con la caída en el repechaje de la Copa Libertadores, logró consagrarse campeón del Torneo Apertura.
Al año siguiente, tras haber quedado 3.º en el Torneo Apertura 2021, logra ganar el Torneo Clausura 2021 hilando 8 partidos invictos.

## Estilo de juego como entrenador
Toque al piso: Todos sus equipos buscan mantener la pelota en el piso, hacer pases cortos y evitar los constantes pelotazos. El juego debe armarse desde la defensa con toques constantes.  Cuando comenzaba con Rubio Ñu la gente consideraba al albiverde como un "Barcelonita", algo que el propio Arce confirmó en una entrevista, admitiendo que es un estilo con el cual se identifica.
El Chiqui tampoco es un fundamentalista del pase corto, ya que insiste que sus equipos puedan usar el pelotazo, pero solamente cuando puede producirse un contragolpe. En cualquier otra situación, especialmente cuando tiene la pelota la defensa, el hace todo lo posible para que la pelota no termine volando por los aires.
Presión: Otro de los fundamentos de su estilo de juego es la presión como manera de crear ocasiones de gol. Todos los jugadores tienen una forma determinada de presionar según su posición en la cancha y el movimiento del rival, y cuando recuperan la pelota buscan atacar al rival cuando este está mal parado. Desde el primer atacante hasta el último en la línea defensiva tiene que presionar, porque solamente presionando todos juntos al mismo ritmo, como si estuvieran conectados por un hilo invisible, pueden transformar la presión en recuperación y en ataque instantáneo.
Este estilo es uno basado en lo que aprendió trabajando con técnicos como Sergio Markarián y Luiz Felipe Scolari, a pesar de que Chiqui dice que su estilo no es uno pragmático como el de ellos, sino que es más dinámico como el de Paulo César Carpegiani o Wanderley Luxemburgo.

## Selección nacional

### Como jugador
Con la selección de fútbol de Paraguay jugó el Torneo Preolímpico Sudamericano Sub-23 de 1992 y los Juegos Olímpicos de Barcelona 1992.
Además, participó en las Copas del Mundo de Francia 1998 y Corea-Japón 2002.
Arce jugó en total 61 partidos con Paraguay y marcó 5 goles.

### Goles en la selección
| Goles con la Selección de Paraguay | Goles con la Selección de Paraguay | Goles con la Selección de Paraguay | Goles con la Selección de Paraguay | Goles con la Selección de Paraguay | Goles con la Selección de Paraguay | Goles con la Selección de Paraguay | Goles con la Selección de Paraguay | Goles con la Selección de Paraguay |
| Resultados                         | Resultados                         | Resultados                         | Resultados                         | Lugar                              | Estadio                            | Fecha                              | Tipo                               | Goles                              |
| ---------------------------------- | ---------------------------------- | ---------------------------------- | ---------------------------------- | ---------------------------------- | ---------------------------------- | ---------------------------------- | ---------------------------------- | ---------------------------------- |
| Paraguay                           | 2                                  | 0                                  | Uruguay                            | Montevideo                         | Estadio Centenario                 | 2 de junio de 1996                 | Eliminatorias Sudamericanas 1998   | 1 gol                              |
| Paraguay                           | 4                                  | 0                                  | Polonia                            | Asunción                           | Estadio Defensores del Chaco       | 8 de febrero de 1998               | Amistoso                           | 1 gol                              |
| Paraguay                           | 2                                  | 2                                  | Estados Unidos                     | San Diego                          | Estadio Qualcomm                   | 14 de marzo de 1998                | Amistoso                           | 1 gol                              |
| Paraguay                           | 1                                  | 3                                  | Venezuela                          | San Cristóbal                      | Polideportivo de Pueblo Nuevo      | 8 de noviembre de 2001             | Eliminatorias Sudamericanas 2002   | 1 gol                              |
| Paraguay                           | 2                                  | 2                                  | Sudáfrica                          | Busán                              | Estadio Asiad Main                 | 2 de junio de 2002                 | Copa del Mundo 2002                | 1 gol                              |

Para un total de 5 goles

#### Participaciones en Copas del Mundo
| Mundial                        | Sede                | Resultado        | Partidos | Goles |
| ------------------------------ | ------------------- | ---------------- | -------- | ----- |
| Copa Mundial de Fútbol de 1998 | Francia             | Octavos de final | 3        | 0     |
| Copa Mundial de Fútbol de 2002 | Corea del Sur Japón | Octavos de final | 4        | 1     |

### Como entrenador

#### Primera etapa
Fue nombrado director técnico de la selección el 29 de julio de 2011, sucediendo en el puesto a Gerardo Martino. Debutó como DT en un partido amistoso (no avalado por FIFA) contra el Club América de México. En las eliminatorias para la Copa Mundial de Fútbol de 2014 no obtuvo resultados positivos, perdiendo ante Perú, Chile y Bolivia, empatando con Uruguay y venciendo solamente a Ecuador, por lo que el 11 de junio de 2012 fue cesado del cargo.

#### Partidos dirigidos en la selección paraguaya
Desde que asumió en agosto de 2011, Arce condujo al equipo albirrojo en doce partidos, de los cuales ganó 7, empató 1 y perdió 4. Efectividad del 61,11%. Pero este promedio se reduce al 26,67% en partidos oficiales, los cuales fueron cinco.
Si bien la primera vez que compareció al frente del combinado nacional sucedió en ocasión del partido amistoso disputado contra el Club América de México, el mismo no fue considerado por la FIFA como un encuentro válido debido a que el adversario no reunía las condiciones necesarias al tratarse de un club.
| #  | Fecha                   | Lugar               | Rival     | Resultado | Competición        | Goleadores (Sólo los de Paraguay) |
| -- | ----------------------- | ------------------- | --------- | --------- | ------------------ | --------------------------------- |
| 1  | 2 de septiembre de 2011 | Panamá              | Panamá    | 2-0       | Amistoso           | Ó. Cardozo (p) y R. Ramírez       |
| 2  | 6 de septiembre de 2011 | San Pedro Sula      | Honduras  | 3-0       | Amistoso           | N. Camacho y Ó. Cardozo (2)       |
| 3  | 7 de octubre de 2011    | Lima                | Perú      | 0-2       | Eliminatorias 2014 |                                   |
| 4  | 11 de octubre de 2011   | Asunción            | Uruguay   | 1-1       | Eliminatorias 2014 | R. Ortiz                          |
| 5  | 11 de noviembre de 2011 | Asunción            | Ecuador   | 2-1       | Eliminatorias 2014 | C. Riveros y D. Verón             |
| 6  | 15 de noviembre de 2011 | Santiago de Chile   | Chile     | 0-2       | Eliminatorias 2014 |                                   |
| 7  | 21 de diciembre de 2011 | La Serena           | Chile     | 2-3       | Amistoso           | E. Benítez (p) y J. Manzur        |
| 8  | 15 de febrero de 2012   | Luque               | Chile     | 2-0       | Amistoso           | E. Benítez (p) y J. Ortigoza      |
| 9  | 22 de febrero de 2012   | Luque               | Guatemala | 2-1       | Amistoso           | E. Benítez y A. Bogado (p)        |
| 10 | 29 de febrero de 2012   | Asunción            | Panamá    | 1-0       | Amistoso           | J. Santana                        |
| 11 | 25 de abril de 2012     | Ciudad de Guatemala | Guatemala | 1-0       | Amistoso           | R. Mazacotte                      |
| 12 | 9 de junio de 2012      | La Paz              | Bolivia   | 1-3       | Eliminatorias 2014 | C. Riveros                        |

- Se menciona en primer término el marcador registrado por el conjunto paraguayo.

#### Estadísticas en la selección paraguaya como DT
Actualizado a junio 2012 (12 partidos-total)
| Óscar Cardozo     | Benfica           | 3 | 5 |
| Edgar Benítez     | Cerro Porteño     | 3 | 7 |
| Cristian Riveros  | Kayserispor       | 2 | 8 |
| Jonathan Santana  | Libertad          | 1 | 1 |
| Néstor Camacho    | Newell's Old Boys | 1 | 2 |
| Richard Ortiz     | Olimpia           | 1 | 2 |
| José Ortigoza     | Sol de América    | 1 | 2 |
| Ariel Bogado      | Nacional          | 1 | 2 |
| Ricardo Mazacotte | Nacional          | 1 | 2 |
| Robin Ramírez     | Libertad          | 1 | 3 |
| Julio Manzur      | Guaraní           | 1 | 5 |
| Darío Verón       | Pumas             | 1 | 6 |

| Cristian Riveros     | Kayserispor             | 8 | 2 |
| Edgar Benítez        | Cerro Porteño           | 7 | 3 |
| Paulo Da Silva       | Zaragoza                | 7 | 0 |
| Diego Barreto        | Cerro Porteño           | 7 | 0 |
| Darío Verón          | Pumas                   | 6 | 1 |
| Marcelo Estigarribia | Juventus                | 6 | 0 |
| Carlos Bonet         | Libertad                | 6 | 0 |
| Hernán Arsenio Pérez | Villarreal              | 6 | 0 |
| Óscar Cardozo        | Benfica                 | 5 | 3 |
| Julio César Manzur   | Guaraní                 | 5 | 1 |
| Jorge Mendoza        | Guaraní                 | 5 | 0 |
| Nelson Haedo Valdez  | Rubin Kazán             | 5 | 0 |
| Éric Ramos           | Rubio Ñu                | 5 | 0 |
| Luis Neri Caballero  | Olimpia                 | 5 | 0 |
| Víctor Cáceres       | Libertad                | 4 | 0 |
| Miguel Samudio       | Libertad                | 4 | 0 |
| Víctor Ayala Núñez   | Libertad                | 4 | 0 |
| Tomás Bartomeus      | Guaraní                 | 4 | 0 |
| Robin Ramírez        | Libertad                | 3 | 1 |
| Iván Piris           | São Paulo               | 3 | 0 |
| Wilson Pittoni       | Figueirense             | 3 | 0 |
| Julio dos Santos     | Cerro Porteño           | 3 | 0 |
| Fidencio Oviedo      | Cerro Porteño           | 3 | 0 |
| Reinaldo Ocampo      | Sol de América          | 3 | 0 |
| Joel Silva           | Guaraní                 | 3 | 0 |
| Osvaldo Martínez     | Atlante                 | 3 | 0 |
| Néstor Camacho       | Newell's Old Boys       | 2 | 1 |
| Richard Ortiz        | Olimpia                 | 2 | 1 |
| José Ortigoza        | Sol de América          | 2 | 1 |
| Ariel Bogado         | Nacional                | 2 | 1 |
| Ricardo Mazacotte    | Nacional                | 2 | 1 |
| Anthony Silva        | Tolima                  | 2 | 0 |
| Enrique Vera         | Liga de Quito           | 2 | 0 |
| Dante López          | Guaraní                 | 2 | 0 |
| Elvis Marecos        | Guaraní                 | 2 | 0 |
| Edgar Barreto        | Palermo                 | 2 | 0 |
| Roque Santa Cruz     | Real Betis              | 2 | 0 |
| Sergio Aquino        | Libertad                | 2 | 0 |
| Luis Cardozo         | Cerro Porteño           | 2 | 0 |
| Edgardo Orzusa       | Sol de América          | 2 | 0 |
| Lucas Barrios        | Borussia Dortmund       | 2 | 0 |
| José Ariel Núñez     | Libertad                | 2 | 0 |
| Pablo César Aguilar  | Luqueño                 | 2 | 0 |
| Marcos Riveros       | Nacional                | 2 | 0 |
| Justo Villar         | Estudiantes de La Plata | 2 | 0 |
| Pablo Zeballos       | Olimpia                 | 2 | 0 |
| Jonathan Santana     | Libertad                | 1 | 1 |
| Sergio Vergara       | Sportivo Luqueño        | 1 | 0 |
| Ismael Benegas       | Libertad                | 1 | 0 |
| Silvio Torales       | Nacional                | 1 | 0 |
| Marcos Melgarejo     | Nacional                | 1 | 0 |
| Fredy Bareiro        | Cerro Porteño           | 1 | 0 |
| Enrique Gabriel Meza | Olimpia                 | 1 | 0 |
| Salustiano Candia    | Olimpia                 | 1 | 0 |
| César Llamas         | Rubio Ñu                | 1 | 0 |
| Osvaldo Hobecker     | Olimpia                 | 1 | 0 |
| Luis Alberto Cabral  | Guaraní                 | 1 | 0 |
| Fabio Caballero      | Olimpia                 | 1 | 0 |
| Enzo Prono           | Sol de América          | 1 | 0 |
| Richard Salinas      | Independiente CG        | 1 | 0 |
| Santiago Salcedo     | Cerro Porteño           | 1 | 0 |
| Jorge Luis Rojas     | Cerro Porteño           | 1 | 0 |
| Tobías Vargas        | Sportivo Luqueño        | 1 | 0 |
| Antolín Alcaraz      | Wigan                   | 1 | 0 |
| Jorge Daniel Núñez   | Once Caldas             | 1 | 0 |
| Fernando Giménez     | Emelec                  | 1 | 0 |
| William Mendieta     | Sol de América          | 1 | 0 |
| Pablo Velázquez      | Libertad                | 1 | 0 |
| Eduardo Echeverría   | Sportivo Carapeguá      | 1 | 0 |
| Eduardo Aranda       | Olimpia                 | 1 | 0 |
| Adalberto Román      | Palmeiras               | 1 | 0 |
| Aureliano Torres     | Toluca                  | 1 | 0 |

#### 2.aetapa
El 6 de agosto de 2016, Francisco Arce es presentado por segunda ocasión como entrenador de la Selección de Paraguay, en reemplazo del argentino Ramón Ángel Díaz, quien renunció tras la Copa América Centenario. Arce completó lo que resta de las eliminatorias para el Mundial de 2018 a partir de la séptima fecha, su primer partido fue en Asunción con Chile.
Desde que asumió en agosto de 2016, Arce condujo al equipo albirrojo en 15 partidos, de los cuales ganó 5, no empató y perdió 9. Efectividad del 33,33%. Pero este promedio aumenta al 41,67% en partidos oficiales, los cuales son 12.

#### Partidos dirigidos en la selección paraguaya (2.aetapa)
| #  | Fecha                   | Lugar        | Rival     | Resultado | Competición        | Goleadores (Sólo los de Paraguay)     |
| -- | ----------------------- | ------------ | --------- | --------- | ------------------ | ------------------------------------- |
| 1  | 1 de septiembre de 2016 | Asunción     | Chile     | 2-1       | Eliminatorias 2018 | Ó. Romero y P. Da Silva               |
| 2  | 6 de septiembre de 2016 | Montevideo   | Uruguay   | 0-4       | Eliminatorias 2018 |                                       |
| 3  | 6 de octubre de 2016    | Asunción     | Colombia  | 0-1       | Eliminatorias 2018 |                                       |
| 4  | 11 de octubre de 2016   | Córdoba      | Argentina | 1-0       | Eliminatorias 2018 | D. González                           |
| 5  | 10 de noviembre de 2016 | Asunción     | Perú      | 1-4       | Eliminatorias 2018 | C. Riveros                            |
| 6  | 15 de noviembre de 2016 | La Paz       | Bolivia   | 0-1       | Eliminatorias 2018 |                                       |
| 7  | 23 de marzo de 2017     | Asunción     | Ecuador   | 2-1       | Eliminatorias 2018 | B. Valdez y J. Alonso                 |
| 8  | 28 de marzo de 2017     | São Paulo    | Brasil    | 0-3       | Eliminatorias 2018 |                                       |
| 9  | 2 de junio de 2017      | Rennes       | Francia   | 0-5       | Amistoso           |                                       |
| 10 | 8 de junio de 2017      | Trujillo     | Perú      | 0-1       | Amistoso           |                                       |
| 11 | 1 de julio de 2017      | Seattle      | México    | 1-2       | Amistoso           | A. Bareiro                            |
| 12 | 31 de agosto de 2017    | Santiago     | Chile     | 3-0       | Eliminatorias 2018 | A. Vidal (e/c), V. Cáceres y R. Ortiz |
| 13 | 5 de septiembre de 2017 | Asunción     | Uruguay   | 1-2       | Eliminatorias 2018 | Á. Romero                             |
| 14 | 5 de octubre de 2017    | Barranquilla | Colombia  | 2-1       | Eliminatorias 2018 | Ó. Cardozo y A. Sanabria              |
| 15 | 10 de octubre de 2017   | Asunción     | Venezuela | 0-1       | Eliminatorias 2018 |                                       |

#### Estadísticas en la selección paraguaya como DT (2.aetapa)
Actualizado al 11 de octubre del 2017 (15 Partidos-Total)
| Óscar Cardozo           | Libertad         | 1 | 2  |
| Antonio Sanabria        | Real Betis       | 1 | 2  |
| Antonio Bareiro         | Libertad         | 1 | 3  |
| Víctor Cáceres          | Cerro Porteño    | 1 | 4  |
| Richard Ortiz           | Olimpia          | 1 | 4  |
| Derlis González         | Dinamo de Kiev   | 1 | 5  |
| Bruno Valdez            | América          | 1 | 7  |
| Ángel Romero Villamayor | Corinthians      | 1 | 9  |
| Junior Alonso           | Lille            | 1 | 10 |
| Cristian Riveros        | Olimpia          | 1 | 10 |
| Paulo César Da Silva    | Toluca           | 1 | 11 |
| Óscar Romero Villamayor | Racing           | 1 | 14 |
| Autogol                 | Bandera de Chile | 1 | 1  |

| Óscar Romero Villamayor  | Alavés                 | 14 | 1 |
| Paulo César Da Silva     | Libertad               | 11 | 1 |
| Gustavo Gómez Portillo   | Milan                  | 11 | 0 |
| Cristian Riveros         | Olimpia                | 10 | 1 |
| Junior Alonso            | Lille                  | 10 | 1 |
| Anthony Silva            | Cerro Porteño          | 10 | 0 |
| Jorge Moreira            | River Plate            | 10 | 0 |
| Ángel Romero Villamayor  | Corinthians            | 9  | 1 |
| Miguel Almirón           | Atlanta United         | 9  | 0 |
| Bruno Valdez             | América                | 7  | 1 |
| Rodrigo Rojas            | Cerro Porteño          | 7  | 0 |
| Federico Santander       | Copenhague             | 6  | 0 |
| Cecilio Domínguez        | América                | 6  | 0 |
| Derlis González          | Dinamo de Kiev         | 5  | 1 |
| Víctor Ayala Núñez       | Al-Nassr               | 5  | 0 |
| Miguel Samudio           | América                | 5  | 0 |
| Richard Ortiz            | Olimpia                | 4  | 1 |
| Víctor Cáceres           | Cerro Porteño          | 4  | 1 |
| Diego Barreto            | Olimpia                | 4  | 0 |
| Darío Lezcano            | Ingolstadt 04          | 4  | 0 |
| Hernán Arsenio Pérez     | Español                | 4  | 0 |
| Juan Iturbe              | Torino                 | 4  | 0 |
| Salustiano Candia        | Libertad               | 4  | 0 |
| Marcos Riveros           | Cerro Porteño          | 4  | 0 |
| Antonio Bareiro          | Libertad               | 3  | 1 |
| Jorge Daniel Benítez     | Cruz Azul              | 3  | 0 |
| Lucas Barrios            | Grêmio                 | 3  | 0 |
| Antonio Sanabria         | Real Betis             | 2  | 1 |
| Óscar Cardozo            | Libertad               | 2  | 1 |
| Néstor Ortigoza          | San Lorenzo de Almagro | 2  | 0 |
| Celso Ortiz              | Monterrey              | 2  | 0 |
| Darío Verón              | Pumas UNAM             | 2  | 0 |
| Juan Gabriel Patiño      | Jaguares de Chiapas    | 2  | 0 |
| Édgar Benítez            | Querétaro              | 2  | 0 |
| Juan Aguilar             | Guaraní                | 2  | 0 |
| Santiago Salcedo         | Libertad               | 2  | 0 |
| Robert Piris Da Motta    | San Lorenzo            | 2  | 0 |
| Pablo César Aguilar      | América                | 1  | 0 |
| Justo Villar             | Colo Colo              | 1  | 0 |
| Roque Santa Cruz         | Olimpia                | 1  | 0 |
| Nelson Haedo Valdez      | Seattle Sounders       | 1  | 0 |
| Iván Ramírez             | Libertad               | 1  | 0 |
| Cristhian Paredes        | América                | 1  | 0 |
| Richard Franco           | Sol de América         | 1  | 0 |
| Sergio Díaz              | Real Madrid Castilla   | 1  | 0 |
| Roberto Junior Fernández | Botafogo               | 1  | 0 |
| Alan Benítez             | Libertad               | 1  | 0 |
| Juan Escobar             | Luqueño                | 1  | 0 |
| Luis Cardozo             | Libertad               | 1  | 0 |
| Néstor Camacho           | Guaraní                | 1  | 0 |
| Jorge Eduardo Recalde    | Libertad               | 1  | 0 |
| Jorge Luis Rojas         | Cerro Porteño          | 1  | 0 |
| Alfio Oviedo             | Independiente          | 1  | 0 |
| Jesús Medina             | Libertad               | 1  | 0 |
| Carlos Rolón             | Olimpia                | 1  | 0 |
| Fabián Balbuena          | Corinthians            | 1  | 0 |

## Clubes

### Como jugador
| Club             | País     | Año       |
| ---------------- | -------- | --------- |
| Cerro Porteño    | Paraguay | 1989-1994 |
| Gremio           | Brasil   | 1995-1997 |
| Palmeiras        | Brasil   | 1998-2002 |
| Gamba Osaka      | Japón    | 2003      |
| Libertad         | Paraguay | 2004-2005 |
| 12 de Octubre FC | Paraguay | 2006      |

### Como entrenador
| Club                  | País           | Año       | PJ  | PG  | PE  | PP  | Efectividad |
| --------------------- | -------------- | --------- | --- | --- | --- | --- | ----------- |
| Libertad (Reserva)    | Paraguay       | 2006-2007 | ?   | ?   | ?   | ?   | ?           |
| Rubio Ñu              | Paraguay       | 2008-2011 | 110 | 43  | 31  | 36  | 48.48%      |
| Selección de Paraguay | Paraguay       | 2011-2012 | 12  | 7   | 1   | 4   | 61.11%      |
| Rubio Ñu              | Paraguay       | 2012      | 26  | 5   | 7   | 14  | 28.2%       |
| Cerro Porteño         | Paraguay       | 2013-2014 | 83  | 38  | 23  | 22  | 55.02%      |
| Olimpia               | Paraguay       | 2015-2016 | 36  | 17  | 9   | 10  | 55.55%      |
| Guaraní               | Paraguay       | 2016      | 23  | 12  | 5   | 6   | 59.42%      |
| Selección de Paraguay | Paraguay       | 2016-2017 | 15  | 5   | 0   | 10  | 33.33%      |
| General Díaz          | Paraguay       | 2018      | 13  | 3   | 5   | 5   | 35.9%       |
| Ohod Club             | Arabia Saudita | 2018      | 10  | 1   | 3   | 6   | 20%         |
| Club Nacional         | Paraguay       | 2019      | 14  | 5   | 5   | 4   | 47.61%      |
| Cerro Porteño         | Paraguay       | 2020-2023 | 139 | 77  | 31  | 31  | 62.83%      |
| Olimpia               | Paraguay       | 2023-2024 | 28  | 10  | 9   | 9   | 46.42%      |
| Guaraní               | Paraguay       | 2024-2025 | 68  | 30  | 22  | 16  | 54.9%       |
| Total                 | Total          | Total     | 577 | 253 | 151 | 173 | 52.57%      |

## Palmarés

### Como jugador

#### Títulos regionales
| Título               | Club      | Estado(s)                  | Año  |
| -------------------- | --------- | -------------------------- | ---- |
| Campeonato Gaúcho    | Grêmio    | Río Grande del Sur         | 1995 |
| Campeonato Gaúcho    | Grêmio    | Río Grande del Sur         | 1996 |
| Torneo Río-São Paulo | Palmeiras | Río de Janeiro - São Paulo | 2000 |

#### Títulos nacionales
| Título                          | Club          | País     | Año  |
| ------------------------------- | ------------- | -------- | ---- |
| Primera División                | Cerro Porteño | Paraguay | 1990 |
| Torneo República                | Cerro Porteño | Paraguay | 1991 |
| Primera División                | Cerro Porteño | Paraguay | 1992 |
| Primera División                | Cerro Porteño | Paraguay | 1994 |
| Campeonato Brasileño de Serie A | Grêmio        | Brasil   | 1996 |
| Copa de Brasil                  | Grêmio        | Brasil   | 1997 |
| Copa de Brasil                  | Palmeiras     | Brasil   | 1998 |
| Copa de Campeones               | Palmeiras     | Brasil   | 2000 |

#### Títulos internacionales
| Título                          | Club (*)        | Sede     | Año  |
| ------------------------------- | --------------- | -------- | ---- |
| Preolímpico Sudamericano Sub-23 | Paraguay Sub-23 | Paraguay | 1992 |
| Copa Libertadores de América    | Grêmio          | Colombia | 1995 |
| Recopa Sudamericana             | Grêmio          | Japón    | 1996 |
| Copa Mercosur                   | Palmeiras       | Brasil   | 1998 |
| Copa Libertadores de América    | Palmeiras       | Brasil   | 1999 |

(*) Incluyendo la selección.

### Como entrenador

#### Títulos nacionales
| Título           | Club          | País     | Año    |
| ---------------- | ------------- | -------- | ------ |
| Segunda División | Rubio Ñu      | Paraguay | 2008   |
| Primera División | Cerro Porteño | Paraguay | 2013-C |
| Primera División | Olimpia       | Paraguay | 2015-C |
| Primera División | Cerro Porteño | Paraguay | 2020-A |
| Primera División | Cerro Porteño | Paraguay | 2021-C |

## Récords
- Como futbolista, es el que más veces ha sido nominado (7) para el Equipo Ideal de América.

- Es el tercer futbolista paraguayo que más veces ha ganado la Bola de Prata (3) detrás de Gustavo Gómez y Carlos Gamarra (ambos con 4).

- En el 2014, como entrenador, obtuvo un récord con Cerro Porteño, siendo el director técnico con más partidos invictos en la Primera División de Paraguay, con 27 partidos sin que su equipo fuese derrotado, superando así los 26 partidos invictos del entrenador Ever Hugo Almeida que consiguió con Olimpia en 1993.[28]

## Distinciones individuales

### Como jugador
| Distinción              | Año                                       |
| ----------------------- | ----------------------------------------- |
| Equipo Ideal de América | 1996, 1997, 1998, 1999, 2000, 2001 y 2002 |
| Bola de Prata           | 1998, 2000 y 2001                         |
| Rey de América (2.º)    | 1999                                      |

### Como entrenador
| Distinción                                                                        | Año        |
| --------------------------------------------------------------------------------- | ---------- |
| Premios Guaraní (Mejor entrenador), según Red Guaraní                             | 2009       |
| Medalla al Mérito Deportivo "Manuel Fleitas Solich" (Mejor entrenador) por la APF | 2015       |
| Mejor entrenador del año del fútbol paraguayo, según La Nación                    | 2020       |
| Mejor entrenador del año del fútbol paraguayo, según El País                      | 2020       |
| Mejor entrenador del año del fútbol paraguayo, según APF                          | 2020, 2021 |